# 切机
电力系统属于供需平衡的系统，当电网中电压频率异常，比如负荷突然减少，相应的系统周波就会变高，发电机转速就会升高，威胁电网安全，此时就会根据频率或电压多少切除部分发电机，将发电机脱离电网，以达到负荷平衡目的。